# Gabbie Carter
Gabbie Carter (Austin, Texas; 4 de agosto de 2000) es una actriz pornográfica y modelo erótica estadounidense.

## Biografía
Natural del estado de Texas, Carter comenzó trabajando como anfitriona en varios restaurantes de su ciudad natal. Tras responder a un anuncio de SexyJobs publicado por Matrix Models se trasladó a California, donde comenzó su carrera como actriz pornográfica, debutando en la industria en abril de 2019, con 18 años. Su primera escena la grabó el 2 de abril para el sitio web FTV Girls, grabando poco después su primera escena de sexo anal y primer trío para el sitio ExploitedCollegeGirls.
Como actriz, ha trabajado con estudios como Jules Jordan Video, Deeper, Blacked, Tushy, Reality Kings, Mile High, Digital Sin, Bangbros, Mofos, Brazzers, Naughty America, New Sensations o Evil Angel, entre otros.
En junio de 2019, Carter, junto a Sofia Lux fueron seleccionadas como "Heart-On Girls" para la ceremonia de entrega de los Premios XRCO.
En 2020 recibió sus primeras nominaciones en el circuito profesional de la industria, destacando por conseguir el reconocimiento en los Premios AVN y los XBIZ a la Mejor actriz revelación. Otras nominaciones en los Premios AVN fueron las de Mejor escena de sexo chico/chica por Sex Machines y Mejor escena de sexo en grupo por Relentless, película por la que también fue nominada en los XBIZ a la Mejor escena de sexo en película vignette.
Fue elegida Pet of the Month de la revista Penthouse en febrero de 2020.
Otros trabajos suyos son Art of Romance 7, Corrupt School Girls 16, Drive, Her 1st Lesbian Anal 3, Large Naturals, Lesbian Hospital Affairs 3 o Tushy Raw V6.
Ha rodado más 280 películas como actriz.

## Premios y nominaciones
| Año  | Ceremonia    | Resultado | Premio                                               | Trabajo                           |
| ---- | ------------ | --------- | ---------------------------------------------------- | --------------------------------- |
| 2020 | Premios AVN  | Nominada  | Mejor actriz revelación                              | —                                 |
| 2020 | Premios AVN  | Nominada  | Mejor escena de sexo chico/chica                     | Sex Machines                      |
| 2020 | Premios AVN  | Nominada  | Mejor escena de sexo en grupo                        | Relentless                        |
| 2020 | Premios XBIZ | Nominada  | Mejor actriz revelación                              | —                                 |
| 2020 | Premios XBIZ | Nominada  | Mejor escena de sexo en película vignette            | Relentless                        |
| 2020 | Premios XRCO | Ganadora  | Teen Dream                                           | —                                 |
| 2021 | Premios AVN  | Ganadora  | Aparición mainstream del año                         | —                                 |
| 2021 | Premios AVN  | Nominada  | Mejor actuación solo / tease                         | Treat of the Month January 2020   |
| 2021 | Premios XBIZ | Nominada  | Mejor escena de sexo en película gonzo               | Hardcore Threesomes 4             |
| 2021 | Premios XBIZ | Nominada  | Mejor escena de sexo en película vignette            | Relentless                        |
| 2021 | Premios XBIZ | Nominada  | Mejor escena de sexo en realidad virtual             | Get Gabbie Carter                 |
| 2021 | Premios XBIZ | Nominada  | Mejor escena de sexo en realidad virtual             | Keeping Promises                  |
| 2021 | Premios XBIZ | Nominada  | Mejor escena de sexo en realidad virtual             | Sorority Hookup: Party Never Ends |
| 2022 | Premios AVN  | Ganadora  | Mejor actuación solo / tease                         | Angela Loves Threesomes 3         |
| 2022 | Premios AVN  | Nominada  | Mejor escena de sexo lésbico en grupo                | Breaking Up Is Hard               |
| 2022 | Premios AVN  | Nominada  | Mejor escena de trío H-M-H                           | Women’s Work                      |
| 2022 | Premios AVN  | Nominada  | Mejor escena de trío M-H-M                           | Influenced                        |
| 2022 | Premios XBIZ | Nominada  | Mejor escena de sexo en película de temática erótica | Ultimate Fuck Toy: Gabbie Carter  |
| 2022 | Premios XBIZ | Nominada  | Mejor escena de sexo en película performance         | Ultimate Fuck Toy: Gabbie Carter  |
| 2022 | Premios XBIZ | Nominada  | Mejor escena de sexo en película vignette            | Idolized                          |